# 無投票当選

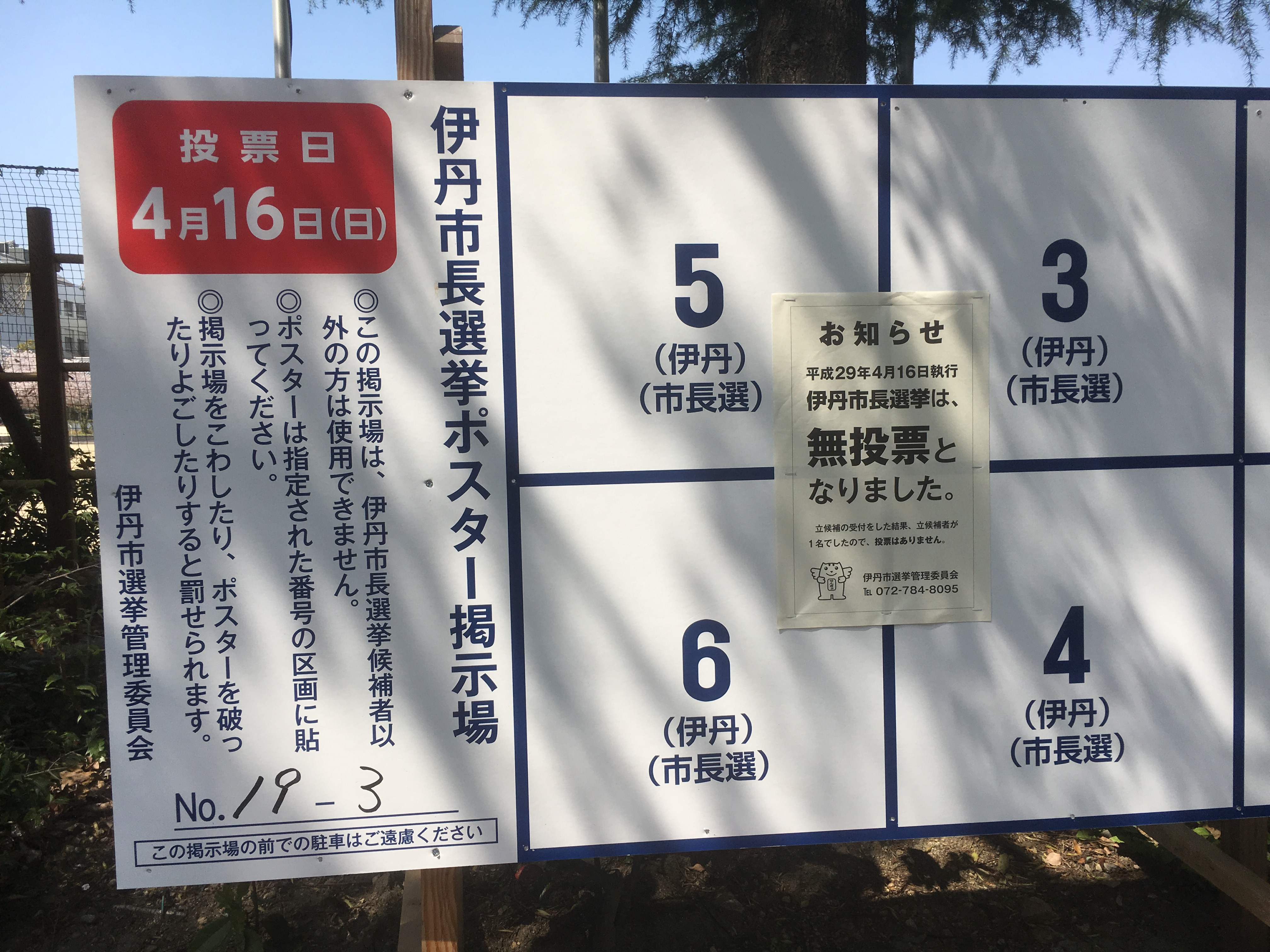
2017年に兵庫県伊丹市の市長選挙が無投票当選となった旨の掲示（伊丹市立伊丹小学校前）

無投票当選（むとうひょうとうせん）とは、選挙において立候補の届出者数が定数以下となった場合に、投票が行われずに候補者全員が当選する状態を指す。
英語では、競争・競合のない選挙という意味で「Uncontested election」と称するほか、「Walkover」（ウォークオーバー、日本語の「不戦勝」と同義）とも称される。

## 概要
日本の公職選挙法では、立候補者数が定数以下である場合は投票を行わずに立候補者全員が当選となる。民間の団体の総代ないし代議員選挙や役員選挙等においては、選挙で行うと規定していてもおおむね無投票となることが通例となっている場合も多い。
一方、アメリカ合衆国では州ごとに制度の詳細が異なるものの、立候補者数が定数以下でも投票用紙に候補の選択肢が存在し、形式上は無投票とはならないことが一般的である。通常、当該投票項目に関しては集計を行わずに当選が宣言される。なお、アメリカの選挙では連邦議会議員から地域の図書館役員に至るまでの多数の選挙が一つづきの投票用紙でまとめて行われることが多いため、全ての投票項目において定数以下の立候補者しかいないことはあまりない。また、記号式投票が原則となっている投票用紙に印刷されている候補者以外の投票先を自書式投票ができる追記投票の選択肢が設けられることもあり、その場合は別の人物が当選する可能性が残されている。
かつてのロシアでは、立候補者数が定数以下であるか否かを問わず、候補者が1人でもいれば「全ての候補者に反対」という投票項目が設けられ信任投票となる制度があったが、廃止された。
選挙を実際に行っていないため、本当に民意が反映されているといえるのか疑問視する声もある。インドネシアではスハルトが1968年から1998年にかけて大統領に多選（7選）を重ねた際も、当時の国政の最高意思決定機関である国民協議会（インドネシア語:Majelis Permusyawaratan Rakyat、MPR）ではスハルトを選出する際に投票は行わず、無投票かつ満場一致の拍手によって選出していた。またシンガポールでは国会の選挙において現在も無投票で決まる選挙区が多く、人民行動党によるヘゲモニー政党制を支える装置として機能している。このように、無投票は制度上は民主主義であっても実際には自由・自由権や市民権が制限されているような、権威主義的な非自由主義的民主主義の表れと考えられることが多い。また不正選挙やゲリマンダーの結果である場合もある。

## 日本

### 法律
公職選挙法第100条で、以下の要件に該当したときに「投票は、行わない」すなわち無投票当選とすることを規定している。
- 衆議院小選挙区選出議員の選挙及び地方公共団体の長の選挙において、立候補の届出のあった候補者が一人であるとき又は一人となったとき
- 衆議院比例代表選出議員の選挙において、立候補の届出に係る名簿登載者の総数がその選挙において選挙すべき議員の数を超えないとき若しくは超えなくなったとき、立候補の届出をした名簿届出政党等が一であるとき若しくは一となったとき
- 参議院選挙区選出議員若しくは地方公共団体の議会の議員の選挙において、立候補の届出のあった候補者の総数がその選挙において選挙すべき議員の数を超えないとき若しくは超えなくなったとき
- 参議院比例代表選出議員の選挙において、立候補の届出に係る名簿登載者の総数がその選挙において選挙すべき議員の数を超えないとき若しくは超えなくなったとき

要件該当により無投票となった場合は選挙長が直ちにその旨を告示し、選挙会において立候補届出者（又は名簿に記載された者）をもって当選人と定める。公職選挙法第151条の2・第171条の規定により、無投票当選となった場合は、政見放送や選挙公報配布は行われない。
地方自治法第84条では地方自治体におけるリコールは通常の選挙による当選の場合は選挙後1年間はリコールができないという規定があるが、地方自治法第84条但し書き規定により無投票当選の場合は当選翌日からでもリコールが可能である。
なお、衆議院議員総選挙と同時に行われる最高裁判所裁判官国民審査については最高裁判所裁判官国民審査法第25条の規定により、衆議院議員総選挙が無投票当選となっても審査対象の裁判官がいれば行うことが規定されている。

### 実情
無投票当選となる主な場合として、地方の県議選や市町村長選などで、現職に対する有力なライバル候補が不在という場合を中心に起こっている（まれに2007年の高松市長選のように、新人候補しか出馬せず無投票となったケースもある）。また、小規模な町村においては集落ごとに事前に候補者調整が行われることにより、結果として無投票となることも多い。ある程度の得票が見込まれる新人が立候補の動きを見せても、現職が事前に立候補を抑え込んでしまう事例もある。直近の都道府県議選では、47都道府県で無投票当選が全くなかったのは2017年東京都議会議員選挙だけであった。東京都議選では伝統的に無投票当選が少なく、これまでに1951年の伊豆七島選挙区（現：島部選挙区、定数1）と1963年の八王子市選挙区（定数2）、そして2021年都議選の小平市選挙区（定数2）の3例しか発生していない。
その一方で、ライフワーク的に「無投票阻止」を叫び、神出鬼没的に出馬する政治運動家（例：辻山清、田島正止、影山次郎）が活動する地域では、無投票当選は起こらないが、極端な無風選挙が連続することとなり、有権者の士気はさほど上がらない。2023年鳥取県議会議員選挙、鳥取市選挙区では「無投票阻止」を公約に挙げた平井伸治（鳥取県知事の平井伸治とは同姓同名の別人）が出馬したが、無投票阻止のための出馬であるから私に投票しないようにという本人の主張に反して当選し、鳥取市長や参議院議員を務めたことがある竹内功が1人だけ落選する結果となった。
都道府県知事選挙や衆議院・参議院の選挙区では2000年代までほぼ全ての選挙ないし選挙区に日本共産党が候補を擁立して来た経緯もあり、無投票となることはごくまれである。戦後の国政選挙では、1947年参議院通常選挙の岐阜県選挙区で起こった（ただし、第1回の全員選出の選挙であるため、1位当選と2位当選で任期が6年と3年と異なり、どちらを1位候補とするかで抽選が行われ、1位が伊藤修で2位が渡辺甚吉になった）。また1951年5月21日を投票日に指定した参議院愛媛県選挙区の補欠選挙で起こり、玉柳実が当選となった。衆議院選挙では戦前の1944年12月に佐賀2区の補欠選挙で起こり、保利茂が当選した例が最後であり、戦後は衆議院選挙で無投票の例はない。2009年の第45回総選挙では、共産党が大幅に候補を減らして共産空白区が増える中で、与党の自由民主党を離党した渡辺喜美の栃木3区で、与党が代わりの候補を擁立できない与党空白区となり、民主党など他の有力政党も軒並み擁立を見送った。しかし、初参戦の幸福実現党が候補を立てたため、戦後初の無投票当選は起こらなかった。
都道府県知事選における無投票当選は、民選となった戦後では20例ある。なおこの中で滋賀県知事の武村正義と高知県知事の尾﨑正直と山形県知事の吉村美栄子の3人は連続で無投票当選している。
政令指定市長選挙では、2011年の浜松市長選挙が唯一の無投票当選の事例である。
有権者が最も多い無投票当選は、1976年の埼玉県知事選挙で起こった（現職の畑和が2選で、有権者数が約300万人）。

### 特異な無投票当選の事例

#### 長期にわたる無投票当選
長期にわたって無投票当選となる要因は、人口が小規模な自治体で起こるケースが多い。
公的な調査実施・結果は不明であるが、報道などから判明している長期にわたる無投票当選は以下の通り。
首長
- 大分県東国東郡姫島村では1957年の村長選から2012年の村長選までの16回の村長選で立候補者が1人だけだったため、16回連続無投票当選になっていた。全国最多とされている。なお同村の先代の村長（7期）と現村長（8期）は親子である[4]。
- 北海道の乙部町は1987年から2019年までの32年間、町長選は行われず無投票当選だった。
- 福岡県朝倉郡宝珠山村（現：東峰村）では1961年の村長選から1991年の村長選までの11回連続無投票当選になった。
- 福島県檜枝岐村では1967年の村長選から2003年の村長選までの10回の村長選では立候補者が1人だけだったため、10回連続無投票当選になった。その後の選挙でも、大規模な選挙運動は行われなかった。
- 島根県の旧加茂町（現：雲南市）では旧加茂町時代から現雲南市時代まで首長選の立候補者が1人だったため、1967年から2008年までの首長選では12回連続無投票当選になった。
- 愛媛県愛南町へ2004年に合併前の旧一本松町は村であった1952年以降、2002年まで半世紀にわたって町長選は行われず無投票当選であった。
- 北海道苫前郡初山別村では1971年から2023年までの13回連続（52年間）で、村長選が無投票当選となっている[5]。
- 個人としての最多無投票当選記録は、石川県根上町長選挙で森茂喜による9期連続無投票当選である。

地方議会
- 山梨県の道志村議会では、2000年以降4回（2000年・2004年・2008年・2012年）連続して無投票当選であった。
- 千葉県の睦沢町は1983年の町制施行以降、一般選9回と補欠選1回の計10回あったが、議員定数と同数のみの立候補による無投票当選が6回（1983年一般選・1991年一般選・1995年一般選・2003年一般選・2007年一般選・2011年一般選）起こっており、投票がおこなわれたのは4回（1987年一般選・1999年一般選・2004年補欠選・2015年一般選）のみとなっている。ちなみに、2003年の一般選では無投票当選となったものの、立候補予定者に立候補を断念させるために金銭を渡す無投票当選工作事件が発生し、刑事事件に発展した。
- 群馬県の中之条町議会の町議選六合選挙区（合併前の六合村議選を含む）では5回（1995年・1999年・2003年・2007年・2011年）連続して無投票当選であった。
- 島根県議会の仁多選挙区（定数1）は、1983年の選挙を最後に2023年時点で10回連続無投票であり、そのうち最初の3回は絲原義隆が、後の7回はその息子の絲原徳康が当選している。絲原徳康は、過去7回の当選がすべて無投票である[6]。

政党組織
- 公明党は1964年の結党以来一度も代表選挙が行われたことがなく現在に至るまで立候補者の無投票当選が続いており、民主党の石井一は2008年10月15日の参議院予算委員会で問題視した[7]。
- 民主党代表選挙も2年に一度任期満了に伴い代表選挙が行われるが、2000年は鳩山由紀夫が、2004年は岡田克也が、2006年・2008年は小沢一郎が、それぞれ無投票再選を果たしている[注 2]。
- 自由民主党総裁選挙において長期事例は希少で、最長期間は中曽根康弘の3年、最多回数は鈴木善幸の2回であり、初選出時の無投票当選では2000年の森喜朗が、現時点で最後の事例となっている。

#### 多人数の無投票当選
地方議会議員選挙では多人数の無投票当選が発生することがある。
- 2011年1月の青森県のつがる市議選では立候補者が議員定数と同数の24人だったため、24人全員が無投票当選した[8]。
- 2011年4月の島根県議会議員選挙では定数37人（全14選挙区）に対し、26人（8選挙区）が無投票当選となり、定数全体に占める無投票当選者の割合（無投票率）が70.27%となった[9]。
- 2015年4月の香川県議選の高松市選挙区では立候補者が選挙区定数と同数の15人だったため、15人全員が無投票当選した[10]。
- 2015年4月のさいたま市議選の北区選挙区（定数7人）と、熊本市議選の北区選挙区（定数10人）では立候補者が、選挙区定数と同数だったため無投票当選した。政令指定都市の市議会議員選挙における無投票当選は、他にも2007年の大阪市議選の此花区選挙区（定数3人）、2019年の大阪市議選の住吉区選挙区（定数5人）などでも無投票当選となった。
- 2023年4月の愛知県議会議員選挙では定数102人（全55選挙区）に対し、35人（24選挙区）について無投票当選となった[11]。